# Palopää (kulle, lat 68,47, long 27,53)
Palopää är en kulle i Finland.   Den ligger i den ekonomiska regionen Norra Lappland och landskapet Lappland, i den norra delen av landet, 900 km norr om huvudstaden Helsingfors. Toppen på Palopää är 411 meter över havet, eller 71 meter över den omgivande terrängen. Bredden vid basen är 2,5 km.
Terrängen runt Palopää är huvudsakligen platt, men åt sydost är den kuperad. Trakten runt Palopää är nära nog obefolkad, med mindre än två invånare per kvadratkilometer. == Kommentarer ==
1. ↑  Position justerad utifrån höjddata (DEM 3") från Viewfinder Panoramas.[1] Mer om algoritmen finns här: Användare:Lsjbot/Algoritmer.
2. ↑  Framräknat ur höjduppgifter (DEM 3") från Viewfinder Panoramas.[1] Mer om algoritmen finns här: Användare:Lsjbot/Algoritmer.
3. ↑  Primärfaktor framräknad ur höjddata (DEM 3") från Viewfinder Panoramas.[1] Mer om algoritmen finns här: Användare:Lsjbot/Algoritmer.
4. ↑  Största utsträckningen av den höjdkurva som ger primärfaktorn.
5. ↑  Framräknat ur variansen i alla höjduppgifter (DEM 3") från Viewfinder Panoramas, inom 10 km radie.[1] Mer om algoritmen finns här: Användare:Lsjbot/Algoritmer.